# Ahmed esh-Sherif
Sayyid Ahmad al-Sharif ibn Sayyid Muhammad al-Sharif al-Sanusi (Giarabub, 1872 – Medina, 1933) è stato un politico libico.
Fu a capo della confraternita dei Senussi dal 1902 al 1916.